# Czesław Nowak (polityk)
Czesław Nowak (ur. 11 stycznia 1938 w Smykowie) – polski polityk i samorządowiec, wieloletni pracownik gdańskiego portu morskiego, działacz opozycji w okresie PRL, poseł na Sejm X i I kadencji (1989–1993).

## Życiorys
Ukończył w 1964 liceum ogólnokształcące, od 1960 był zatrudniony w Zarządzie Portu Gdańsk, m.in. jako operator dźwigu. Od 1998 po przekształceniach pracownik Zarządu Morskiego Portu Gdańsk. Brał udział w strajkach robotniczych w trakcie wydarzeń grudniowych w 1970. W czasie wydarzeń sierpniowych w 1980 organizował strajk w porcie, następnie wstąpił do Niezależnego Samorządnego Związku Zawodowego „Solidarność”. W latach 80. redagował niezależne pismo „Portowiec”. Od 13 do 21 grudnia 1981 organizował spacyfikowany przez Zmotoryzowane Odwody Milicji Obywatelskiej strajk w swoim zakładzie pracy. W lutym 1982 został tymczasowo aresztowany i zwolniony z pracy, następnie za działalność opozycyjną skazany na karę 4 lat i 6 miesięcy pozbawienia wolności; warunkowe zwolnienie uzyskał w 1983. Był później karany kilkutygodniowym aresztem w 1988. W następnym roku przywrócono go do pracy w porcie. W 1995 został dyrektorem Wolnego Obszaru Celnego w Gdańsku, w późniejszych latach był także członkiem rady nadzorczej spółki akcyjnej Port Gdański Eksploatacja.
Od 1989 do 1993 sprawował mandat posła na Sejm X kadencji z ramienia Komitetu Obywatelskiego i I kadencji z listy Porozumienia Obywatelskiego Centrum. W 1993 nie uzyskał reelekcji, w 1997 startował z ramienia Ruchu Odbudowy Polski do Senatu w okręgu gdańskim. W 1994 został prezesem współtworzonego przez siebie Stowarzyszenia „Godność”. W latach 1998–2006 pełnił funkcję radnego Gdańska (kandydował z powodzeniem w 1998 z listy Akcji Wyborczej Solidarność oraz w 2002 z ramienia Platformy Obywatelskiej).
Bez powodzenia kandydował w wyborach parlamentarnych w 2007 do Sejmu z listy Prawa i Sprawiedliwości, a w wyborach samorządowych w 2010 do sejmiku pomorskiego z ramienia Krajowej Wspólnoty Samorządowej.
Wszedł w skład komitetu wspierającego kandydaturę Karola Nawrockiego na prezydenta RP w wyborach w 2025.

## Odznaczenia i wyróżnienia
- Krzyż Komandorski Orderu Odrodzenia Polski (2021)[5]
- Krzyż Oficerski Orderu Odrodzenia Polski (2006)[6]
- Krzyż Wolności i Solidarności (2015)[7]
- Odznaka „Zasłużony Działacz Kultury” (2001)
- Złoty Medal Reipublicae Memoriae Meritum (2024)[8]
- „Świadek Historii” (2016)[9]